# سن-لئونارد-دو-پورتنوف، کبک
سن-لئونارد-دو-پورتنوف (به فرانسوی: Saint-Léonard-de-Portneuf) شهری در منطقه شهری پورتنوف ناحیه کاپیتل-ناسیونال در استان کبک کانادا است. در سرشماری سال ۲۰۱۱ این شهر ۹۹۳ نفر جمعیت داشته‌است و مساحت آن ۱۳۸٫۷۱ کیلومتر مربع است.